# Nekrolog 1450
Nekrolog
◄◄
| ◄
| 1446
| 1447
| 1448
| 1449
| 1450 | 1451 | 1452 | 1453 | 1454 | ► | ►►
Weitere Ereignisse | Allgemeiner Nekrolog 1450
Die Beschreibung der verstorbenen Person sollte so kurz wie möglich gehalten sein und nur deren signifikante Tätigkeit(en) enthalten.
Neue Namen ggf. auch unter dem Geburts- und Sterbedatum, also etwa unter 1. Januar und im Geburts- und Sterbejahr (2024) eintragen (nur bei entsprechender großer Wichtigkeit). Für Beispiele siehe die schon vorhandenen Artikel.
Außerdem über die fünf zuletzt Verstorbenen, zu denen es einen ausreichend guten Artikel für eine Präsentation auf der Hauptseite gibt, nach der todesbedingten Überarbeitung der Artikel ggf. auch unter Wikipedia Diskussion:Hauptseite informieren und sie am besten auch in den anderen Wikipedia-Sprachversionen eintragen. Tipp: Regelmäßig bei news.google.de nach „ist tot“, „gestorben“ oder „verstorben“ suchen.
Wenn eine Person gestorben ist, gibt es viele Seiten zu dieser Person in der Wikipedia, die davon auch betroffen sind und entsprechend aktualisiert werden müssen. Beispiele: Namenübersichtsseite, Geburtsjahr, Geburtsort-Seiten und viele mehr.
Wie finde ich die betroffenen Seiten?
Im Suchfeld auf der linken Seite gibt man den Suchbegriff so ein: „Vorname Nachname“. Dann klickt man auf Volltext und alle Seiten mit entsprechendem Suchtext werden aufgerufen. Hier sieht man dann schnell, wo auch das Todesjahr Sinn macht oder sogar ein Teil des Artikels angepasst werden muss. Auch hilft das „Werkzeug“ auf der linken Seite sehr gut, um solche Seiten aufzufinden: „Links auf diese Seite“. Somit ist die Wikipedia wieder aktuell in allen Bereichen! Hinweis: bei Eintragung der Kategorie „Gestorben JAHR“ wird der Missbrauchsfilter 49 ausgelöst, was jedoch nicht schlimm ist. Siehe: Spezial:Missbrauchsfilter/49
Dies ist eine Liste von im Jahr 1450 verstorbenen bekannten Persönlichkeiten. Die Einträge erfolgen innerhalb der einzelnen Daten alphabetisch sortiert. Tiere sind im Nekrolog für Tiere zu finden.

## Januar
| Tag        | Name                             | Beruf, bekannt als                                     | Alter | Beleg |
| ---------- | -------------------------------- | ------------------------------------------------------ | ----- | ----- |
| 13. Januar | Henry Grey, Graf von Tancarville | englischer Adliger                                     |       |       |
| 28. Januar | Manfred von Riva                 | italienischer Einsiedler; römisch-katholischer Seliger |       |       |

## Februar
| Tag         | Name                       | Beruf, bekannt als                                        | Alter | Beleg |
| ----------- | -------------------------- | --------------------------------------------------------- | ----- | ----- |
| 11. Februar | Agnès Sorel                | französische Mätresse des Königs Karl VII. von Frankreich |       |       |
| 14. Februar | Johann II.                 | letzter regierender Graf von Ziegenhain und Nidda         |       |       |
| 28. Februar | Friedrich II. von Parsberg | Bischof von Regensburg                                    |       |       |
| 28. Februar | Johann Röttel              | Bischof von Brixen                                        |       |       |

## April
| Tag      | Name                         | Beruf, bekannt als                     | Alter | Beleg |
| -------- | ---------------------------- | -------------------------------------- | ----- | ----- |
| 1. April | Stefano di Giovanni Sassetta | italienischer Maler                    |       |       |
| 8. April | Sejong                       | König der koreanischen Joseon-Dynastie | 52    |       |

## Mai
| Tag     | Name                                   | Beruf, bekannt als                             | Alter | Beleg |
| ------- | -------------------------------------- | ---------------------------------------------- | ----- | ----- |
| 2. Mai  | Paul von Miličin und Talmberg          | Bischof von Olmütz                             |       |       |
| 2. Mai  | William de la Pole, 1. Duke of Suffolk | englischer Adeliger                            | 53    |       |
| 23. Mai | Helena Dragaš                          | byzantinische Kaiserin und Frau von Manuel II. |       |       |

## Juni
| Tag      | Name                  | Beruf, bekannt als         | Alter | Beleg |
| -------- | --------------------- | -------------------------- | ----- | ----- |
| 12. Juni | Heinzmann von Silenen | Landeshauptmann von Wallis |       |       |
| 29. Juni | William Ayscough      | Bischof von Salisbury      |       |       |

## Juli
| Tag             | Name                    | Beruf, bekannt als                                             | Alter | Beleg |
| --------------- | ----------------------- | -------------------------------------------------------------- | ----- | ----- |
| 4. Juli         | Enrico Rampini          | italienischer Geistlicher, Erzbischof von Mailand und Kardinal |       |       |
| 4. Juli/5. Juli | Mathew Gough            | walisischer Feldhauptmann                                      |       |       |
| 12. Juli        | Jack Cade               | englischer Bauernführer                                        |       |       |
| 18. Juli        | Franz I.                | Herzog von Bretagne                                            | 36    |       |
| 20. Juli        | Prigent VII. de Coëtivy | französischer Adliger und Militär; Admiral von Frankreich      |       |       |
| 30. Juli        | Heinrich XVI.           | Herzog von Bayern-Landshut                                     |       |       |

## August
| 22. August | Andreas von Oberstein | adeliger Domherr, Stiftsdekan und Archidiakon in den Bistümern Speyer und Worms |

## September
| Tag           | Name                            | Beruf, bekannt als                                                       | Alter | Beleg |
| ------------- | ------------------------------- | ------------------------------------------------------------------------ | ----- | ----- |
| 7. September  | Katarina Karlsdotter            | Königin von Schweden und Norwegen                                        |       |       |
| 22. September | Katharina von Sachsen-Lauenburg | Herrin zu Werle, Herzogin zu Mecklenburg, Regentin (1422–1436)           |       |       |
| 23. September | Ludwig I.                       | Graf von Württemberg (1419–1441); Graf von Württemberg-Urach (1441–1450) |       |       |

## Oktober
| Tag        | Name            | Beruf, bekannt als                      | Alter | Beleg |
| ---------- | --------------- | --------------------------------------- | ----- | ----- |
| 1. Oktober | Leonello d’Este | Marchese (Markgraf) von Ferrara ab 1441 | 43    |       |

## November
| Tag         | Name     | Beruf, bekannt als                    | Alter | Beleg |
| ----------- | -------- | ------------------------------------- | ----- | ----- |
| 5. November | Jean IV. | Graf von Armagnac, Fézensac und Rodez | 54    |       |

## Dezember
| Tag          | Name             | Beruf, bekannt als           | Alter | Beleg |
| ------------ | ---------------- | ---------------------------- | ----- | ----- |
| 28. Dezember | Takeda Nobushige | Daimyō in der Muromachi-Zeit |       |       |

## Datum unbekannt
| Tag | Name                      | Beruf, bekannt als                                | Alter | Beleg |
| --- | ------------------------- | ------------------------------------------------- | ----- | ----- |
|     | Giovanni d’Alemagna       | deutscher Maler                                   |       |       |
|     | Ahmad ibn Arabschah       | syrischer Historiker und Übersetzer               |       |       |
|     | Wilhelm de Lacu           | Abt des Klosters Auhausen                         |       |       |
|     | Heinrich II. von Moers    | Bischof von Münster; Administrator von Osnabrück  |       |       |
|     | Bengt Jönsson Oxenstierna | schwedischer Ritter, Reichsrat und Reichsverweser |       |       |
|     | Nils Jönsson Oxenstierna  | schwedischer Adliger und Reichsverweser           |       |       |
|     | Fritz von Waldenfels      | deutscher Adliger, Amtmann                        |       |       |